# Vitrification ovocytaire
La vitrification ovocytaire est une procédure médicale de fécondation in vitro qui consiste à vitrifier les cellules reproductrices d'une femme afin de les conserver dans les meilleures conditions.  
En comparaison avec la congélation lente, cette procédure, étant plus rapide, consiste à plonger les ovocytes directement dans l'azote liquide à −196 °C. Il s'agit donc d'une technique de congélation très rapide des gamètes.

## La vitrification des cellules reproductrices
Comme l'explique l’équipe du professeur Jean-Philippe Wolf, de l’hôpital Cochin, les ovocytes de la future mère sont ponctionnés puis subissent une baisse brutale le même jour, soit une descente de température de l'ordre de -20 °C par minute dans les meilleurs cas.

## En France
Jusqu'à la révision de la loi de bioéthique (juillet 2011), il était interdit de congeler des cellules reproductrices féminines. Le 27 janvier 2012, la commission spéciale chargée de réviser les lois de bioéthique à l'Assemblée nationale a voté la vitrification des ovocytes. Sous l’égide de la précédente loi de bioéthique datant de 2007, la vitrification des ovocytes, comme toute action sur les gamètes, était assimilée à une recherche sur l’embryon et était interdite sauf dérogations.
La France a fait face à une pénurie de dons d'ovocytes. En 2006, on rapporte que seules 220 femmes ont fait un don permettant 400 fécondations in vitro alors que plus de 1300 couples étaient en attente. La congélation des ovocytes permettrait surtout de laisser de côté celle des embryons, autorisée elle depuis le milieu des années 1980. 
Quelques mois avant la présentation du projet de loi à l'Assemblée nationale en novembre 2010, le professeur René Frydman s'était exprimé à ce sujet : « La congélation rapide permet de préserver la fertilité de la femme en cas de traitement anticancéreux susceptible de l’altérer. Elle ouvre aussi la possibilité de créer une banque publique d’ovules congelés en vue de dons, comme il existe des banques de sperme. ». Le professeur Frydman et son service, pionniers dans ce domaine, avait alors procédé à une congélation lente des ovules afin de contourner cet obstacle législatif, qui avait donné naissance à des jumeaux le 4 novembre 2010, à l'hôpital Antoine-Béclère (Clamart).
Depuis, la naissance du premier bébé après vitrification ovocytaire a eu lieu le 4 mars 2012 à l’hôpital Robert-Debré de Paris. « L’enfant est né naturellement à 36 semaines », rapporte l’Assistance publique-Hôpitaux de Paris (AP-HP), il mesurait 48 cm et pesait 2,980 kg.
Le 12 janvier 2016 naît Elise, premier bébé issu d'une vitrification ovocytaire réalisée avant traitement anticancéreux et dans le cadre d'une plateforme cancer et fertilité.

## La vitrification ovocytaire dans le monde
- En Europe, l'Espagne pratique la vitrification cellulaire, dans le cadre de l'assistance médicale à la procréation.
- Au Japon, la naissance du premier enfant issu d’un ovocyte vitrifié remonte à 1999.